# Uwe Walter (Musiker)
Uwe Walter (* 1953 in Deutschland) ist ein deutscher Musiker und Schauspieler mit Schwerpunkt auf der japanischen Musik, vor allem Shakuhachi-Flöte, und dem No-Theater.

## Karriere
Nach einem Cellostudium bei Frau Lorant von der Philharmonia Hungarica erlernte er von 1975 bis 1978 Schauspiel und Pantomime. Von 1980 bis 1985 lernte er die Shakuhachi bei Izu Hiroshi, einem Meister der Tozan-Schule, und erlernte das No-Schauspiel in Kyoto, organisiert von Utaka Michishige der Kongo No-Schule und J. Salz.
Seit 1986 unternimmt er Solo- und Ensemble-Konzerte und Schauspielreisen, u. a. 1994 vor dem Bruder des Tenno mit einer eigenen Komposition. In den Jahren 1995 und 1997 machte er Konzertreisen durch Japan und China und organisierte das Kawaramono-Musikfestival in Kyoto, das vom japanischen öffentlichen Fernsehen (NHK) übertragen wurde.
Im Jahr 2003 organisierte er eine Reise von elf japanischen Shakuhachi spielenden Zen-Mönchen nach Auschwitz. Im Jahr 2005 erschien er mit Bruno Ganz als Schauspieler im Film Baruto no Gakuen (Ode an die Freude). Zwei Jahre später trat er als Repräsentant der klassischen japanischen Musik in der Villa Stuck auf. Seit 2008 hält er Vorlesungen an japanischen Universitäten und Hochschulen über Musik (vor allem der Physik des Shakuhachi) und das No-Spiel. Im Jahr 2009 produzierte er sein Schauspiel Ube no Ubeteki – Erzählungen des Hikari Genji nach dem berühmten Roman Genji Monogatari für die Kulturhalle der Präfektur Kyoto. Seit 2010 folgten zahlreiche Konzertreisen in Japan und ins Ausland.
Zur Überwindung von Angst und zur Schulung der Achtsamkeit im Sinn des Bushidō, der Zen-Lebensphilosophie der Samurai, ist Walter der einzige Spieler weltweit, der die Shakuhachi auf einem Seil stehend spielt.
Im Jahr 2022 entstand der Dokumentarfilm Miyama, Kyoto Prefecture über sein Leben in dem gleichnamigen Dorf.

## Privat
Uwe Walter ist mit einer Japanerin verheiratet und hat Kinder. Er lebt im Dorf Miyama in der Präfektur Kyoto, wo er fest ins Gemeindeleben integriert ist.